# Maruyama-jinja

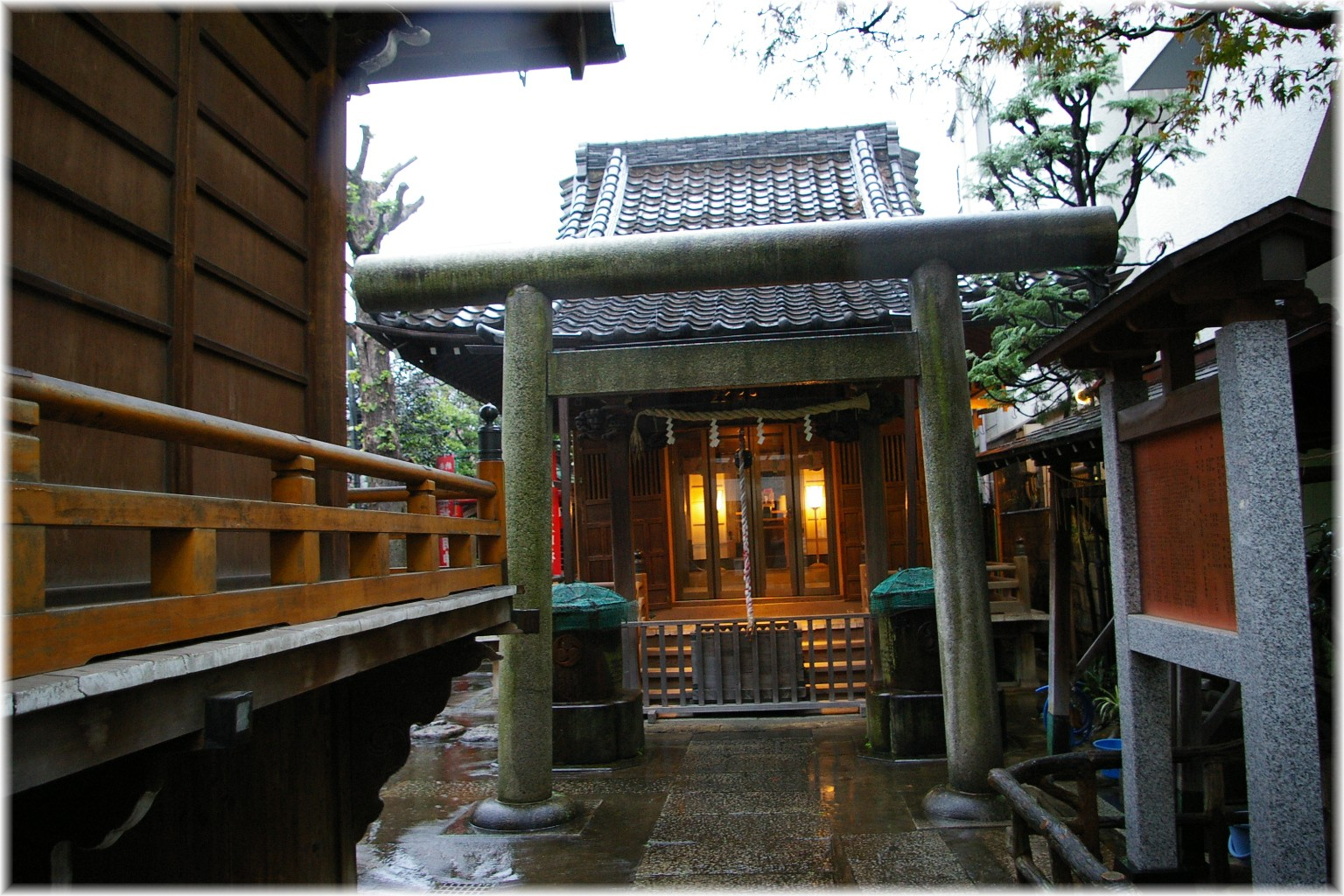
Le sanctuaire de Maruyama.

Le Maruyama-jinja (丸山神社) est un sanctuaire shinto situé à Takanawa, dans l'arrondissement de  Minato à Tōkyō au Japon. 

## Historique
Le sanctuaire Maruyama a été fondé en 1179.[réf. nécessaire]

## Fêtes et célébrations
- 15 janvier : célébration du feu
- Février : Setsubun
- 17 février : matsuri (festival) dans le jardin
- Mars : journée du cheval
- 15 mai : fête du printemps
- 30 juin : purification shinto
- 10 septembre : célébration annuelle
- 23 novembre : fête du goût
- 31 décembre : purification shinto

## Galerie

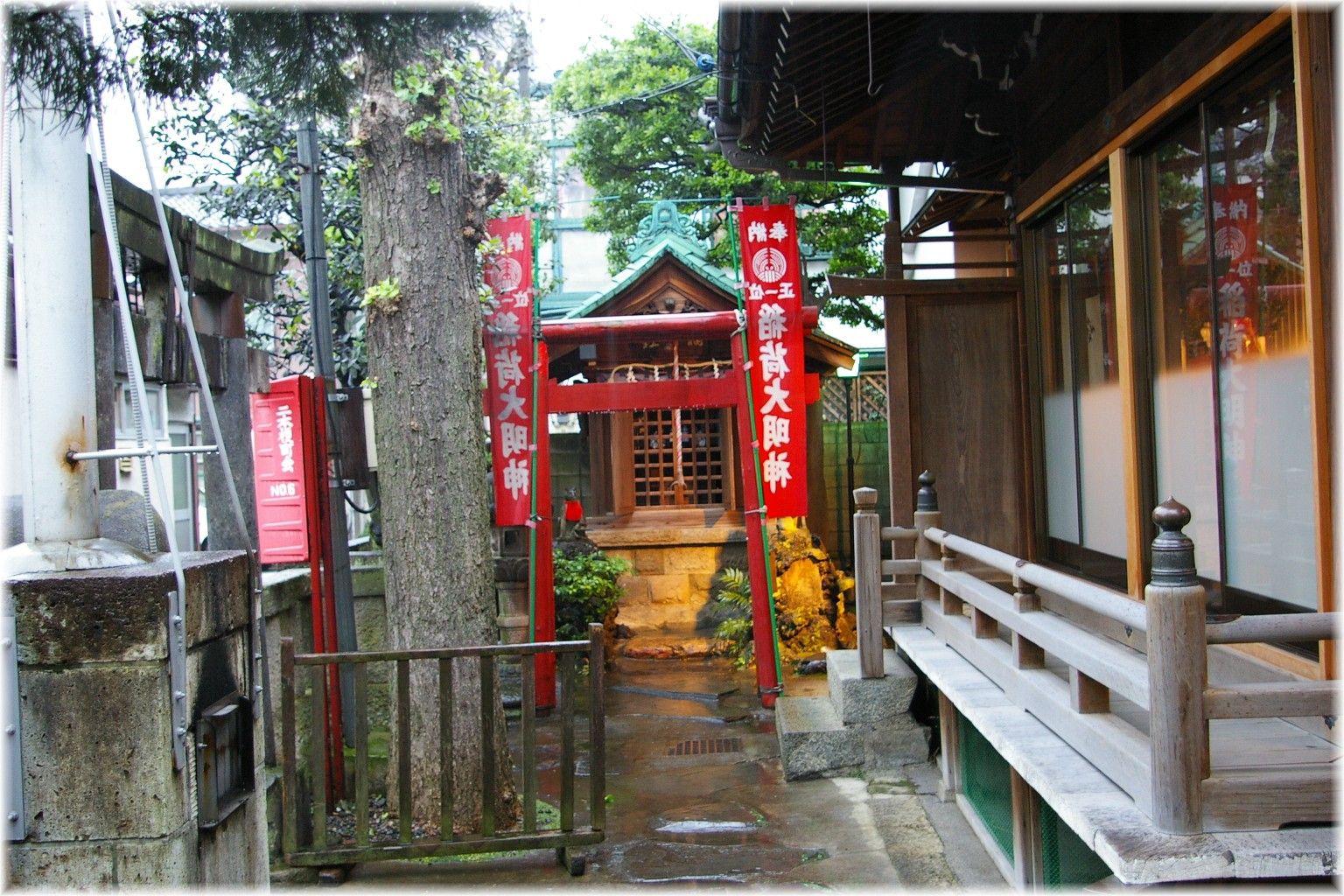
Inari daimyojin.
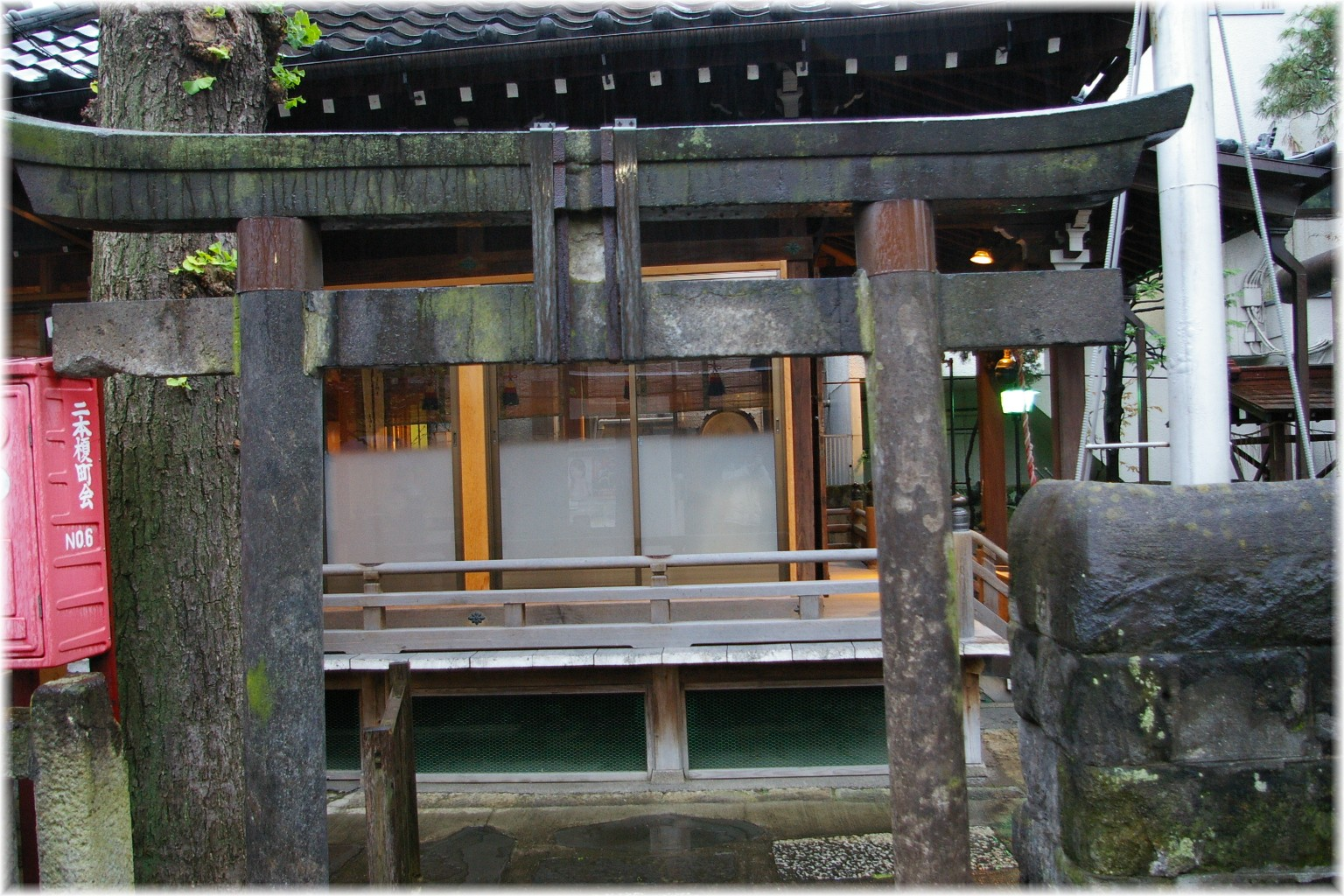
Le torii, portail marquant l'entrée du sanctuaire.
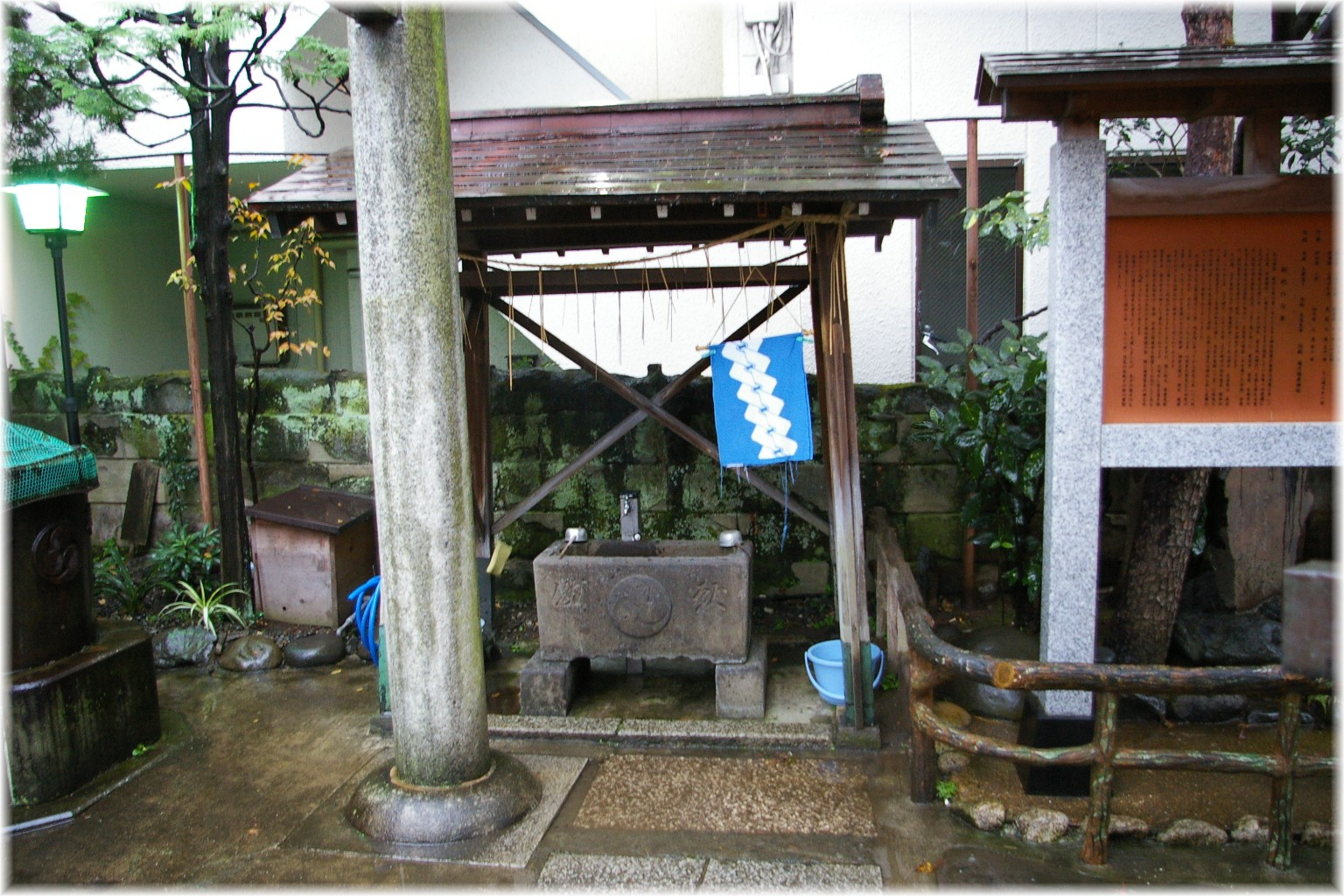
Le chōzuya, pavillon pour les saintes ablutions.
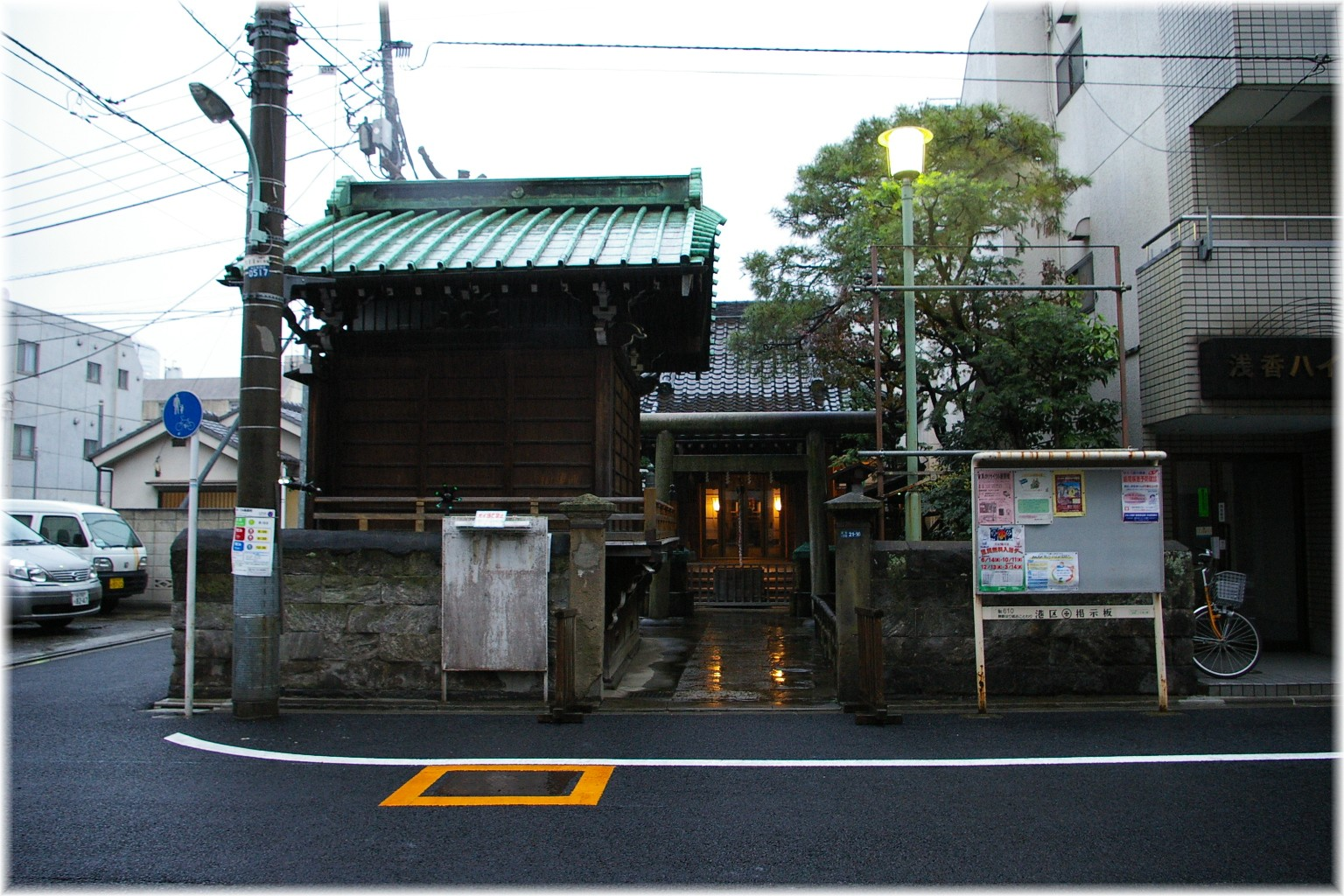
Vue du sanctuaire.